# 108702 Michelefoparri
108702 Michelefoparri è un asteroide della fascia principale esterna. Scoperto nel 2001, presenta un'orbita caratterizzata da un semiasse maggiore pari a 3,055977 UA e da un'eccentricità di 0,074870, inclinata di 7,698010° rispetto all'eclittica. Ha un diametro di 7,920 km e un'albedo di 0,049.
Fa parte della famiglia di asteroidi Emma.